# Agylloides problematica
Agylloides problematica är en fjärilsart som beskrevs av Embrik Strand 1912. Agylloides problematica ingår i släktet Agylloides och familjen björnspinnare. Inga underarter finns listade i Catalogue of Life.